# 糠真布
糠真布（ぬかまっぷ）もしくは735m峰（ななひゃくさんじゅうごめーとるほう）は、北海道の斜里郡斜里町にある標高735.1mの山である。山頂には二等三角点「糠真布」が設置されている。

## 概要
知床連峰の付け根あたりの主稜線上にある標高901mの無名峰から斜里町側に伸びた支稜線上に位置する。第四紀前期に活動した溶岩ドームと推定されるものの具体的に年代を裏付ける根拠は見つかっていない。なお小海別岳よりも開析度が低いことから一説には小海別岳より新しい山とも考えられている。
山名は糠真布川に由来し、「糠真布」はアイヌ語の「ノッカマㇷ゚（nup-ka-oma-p：野の上にある川）」が語源であるとされる。
登山道は存在しないため残雪期に登られる山で、糠真布川右岸側の尾根を登るのがメインルートである。